# Portuguese Economic Journal
O Portuguese Economic Journal é um jornal académico de economia trianual com revisão por pares. É publicado pela Springer Science + Business Media em representação do ISEG, Universidade de Lisboa e tem como redator-chefe Luís F. Costa (ISEG). A revista foi criada em 2002 com Paulo Brito como editor-chefe fundador (até 2014). A revista organiza um encontro anual, realizado em diferentes universidades portuguesas.
De acordo com o Journal Citation Reports, o jornal tem um factor de impacto de 0,684 em 2019. Na sua classificação de impacto académico de jornais de economia, Kalaitzidakis et al. (2011) classificou-o em 142º entre 219 jornais.